# Amarildo Dimo
Amarildo Dimo (Fier, 25 agosto 1982) è un ex calciatore albanese, di ruolo centrocampista.

## Carriera

### Club
Il 5 gennaio 2015 viene acquistato a titolo definitivo dall'Apolonia Fier.

## Statistiche

### Presenze e reti nei club
Statistiche aggiornate al 13 aprile 2019.
| Stagione             | Squadra              | Campionato           | Campionato | Campionato | Coppe nazionali | Coppe nazionali | Coppe nazionali | Coppe continentali | Coppe continentali | Coppe continentali | Altre coppe | Altre coppe | Altre coppe | Totale | Totale |
| Stagione             | Squadra              | Comp                 | Pres       | Reti       | Comp            | Pres            | Reti            | Comp               | Pres               | Reti               | Comp        | Pres        | Reti        | Pres   | Reti   |
| -------------------- | -------------------- | -------------------- | ---------- | ---------- | --------------- | --------------- | --------------- | ------------------ | ------------------ | ------------------ | ----------- | ----------- | ----------- | ------ | ------ |
| 2004-2005            | Luftëtari            | KP                   | ?          | ?          | CA              | 0               | 0               | -                  | -                  | -                  | -           | -           | -           | 0+     | 0+     |
| 2005-2006            | Luftëtari            | KP                   | ?          | ?          | CA              | 0               | 0               | -                  | -                  | -                  | -           | -           | -           | 0+     | 0+     |
| 2006-2007            | Bylis Ballsh         | KP                   | ?          | ?          | CA              | 0               | 0               | -                  | -                  | -                  | -           | -           | -           | 0+     | 0+     |
| 2007-2008            | Bylis Ballsh         | KP                   | ?          | ?          | CA              | 0               | 0               | -                  | -                  | -                  | -           | -           | -           | 0+     | 0+     |
| 2008-2009            | Luftëtari            | KP                   | 2          | 1          | CA              | 0               | 0               | -                  | -                  | -                  | -           | -           | -           | 2+     | 1+     |
| Totale Luftëtari     | Totale Luftëtari     | Totale Luftëtari     | 2+         | 1+         |                 | 0               | 0               |                    | -                  | -                  |             | -           | -           | 2+     | 1+     |
| 2009-2010            | Bylis Ballsh         | KP                   | 16         | 4          | CA              | 2               | 0               | -                  | -                  | -                  | -           | -           | -           | 18     | 4      |
| 2010-2011            | Bylis Ballsh         | KS                   | 28         | 9          | CA              | 4               | 2               | -                  | -                  | -                  | -           | -           | -           | 32     | 11     |
| 2011-gen. 2012       | Bylis Ballsh         | KS                   | 13         | 9          | CA              | 7               | 3               | -                  | -                  | -                  | -           | -           | -           | 20     | 12     |
| Totale Bylis Ballsh  | Totale Bylis Ballsh  | Totale Bylis Ballsh  | 57+        | 22+        |                 | 13              | 5               |                    | -                  | -                  |             | -           | -           | 70+    | 27+    |
| gen.-giu. 2012       | Skënderbeu           | KS                   | 6          | 0          | CA              | 3               | 0               | UCL                | -                  | -                  | SA          | -           | -           | 9      | 0      |
| 2012-2013            | Skënderbeu           | KS                   | 17         | 1          | CA              | 9               | 1               | UCL                | 0                  | 0                  | SA          | 1           | 0           | 27     | 2      |
| 2013-2014            | Skënderbeu           | KS                   | 25         | 1          | CA              | 7               | 0               | UCL+UEL            | 1+0                | 0                  | SA          | 0           | 0           | 33     | 1      |
| 2014-gen. 2015       | Skënderbeu           | KS                   | 8          | 1          | CA              | 4               | 0               | UCL                | 0                  | 0                  | SA          | 1           | 0           | 13     | 1      |
| Totale Skënderbeu    | Totale Skënderbeu    | Totale Skënderbeu    | 56         | 3          |                 | 23              | 1               |                    | 1                  | 0                  |             | 2           | 0           | 82     | 4      |
| gen.-giu. 2015       | Apolonia Fier        | KS                   | 17         | 2          | CA              | 2               | 0               | -                  | -                  | -                  | -           | -           | -           | 19     | 2      |
| 2015-2016            | Apolonia Fier        | KP                   | 25         | 8          | CA              | 1               | 0               | -                  | -                  | -                  | -           | -           | -           | 26     | 8      |
| 2016-2017            | Apolonia Fier        | KP                   | 25         | 2          | CA              | 4               | 1               | -                  | -                  | -                  | -           | -           | -           | 29     | 3      |
| 2017-2018            | Apolonia Fier        | KP                   | 23         | 2          | CA              | 2               | 0               | -                  | -                  | -                  | -           | -           | -           | 25     | 2      |
| Totale Apolonia Fier | Totale Apolonia Fier | Totale Apolonia Fier | 90         | 14         |                 | 9               | 1               |                    | -                  | -                  |             | -           | -           | 99     | 15     |
| 2018-2019            | Egnatia              | KP                   | 20         | 4          | CA              | 3               | 0               | -                  | -                  | -                  | -           | -           | -           | 23     | 4      |
| Totale carriera      | Totale carriera      | Totale carriera      | 225+       | 44+        |                 | 48              | 7               |                    | 1                  | 0                  |             | 2           | 0           | 276+   | 51+    |

## Palmarès

### Club

#### Competizioni nazionali
- Campionato albanese: 3

Skënderbeu: 2011-2012, 2012-2013, 2013-2014
- Supercoppa d'Albania: 2

Skënderbeu: 2013, 2014